# Hyundai Stellar
De Hyundai Stellar (Hangul: 현대 스텔라) was een middenklasse personenauto die geproduceerd werd door Hyundai Motor Company.

## Geschiedenis
De Stellar werd in september 1983 geïntroduceerd als opvolger van de Ford Cortina Mk V (identiek aan de Ford Taunus) die Hyundai eerder voor Ford in Zuid-Korea had geassembleerd en op de markt gebracht. De carrosserievorm van de Stellar was door Giorgetto Giugiaro ontworpen op het platform van de Ford Cortina.
De motor en versnellingsbak werden gemaakt in licentie van Mitsubishi. Tot 1986 werden de 1,4 liter viercilinder lijnmotor 4G33 en de 1,6 liter viercilinder lijnmotor 4G32 (dezelfde als in de Hyundai Pony) gemonteerd in combinatie met de handgeschakelde vijfversnellingsbak KM119 of de drietraps BorgWarner-automaat 03-55L.
De uitrustingsvarianten in Nederland waren "L" (basisuitrusting), "SL" en "GSL". De SL had als extra uitrusting een toerenteller, een klokje (analoog), een verlicht dashboardkastje, leeslampjes achterin en regelbare dashboardverlichting. De GSL had elektrische ramen, centrale deurvergrendeling, elektrisch verstelbare spiegels, een van binnenuit te openen kofferklep en brandstofklep, radio/cassettespeler met vier speakers, elektrische antenne, koplampsproeiers, een voltmeter en (op sommige markten) optioneel airconditioning. Dit was een lange uitrustingslijst voor het type en bouwjaar van de auto.
De Stellar werd beoordeeld als een betrouwbare maar technisch achterhaalde auto die qua rijcomfort achterbleef bij andere auto's in zijn klasse. De auto had een fors en keurig uiterlijk maar veel te kleine ruitenwissers. Een ander punt van kritiek was de zeer rumoerige pook van de versnellingsbak die elke trilling doorgaf in de vorm van irritante geluiden.

### Facelift

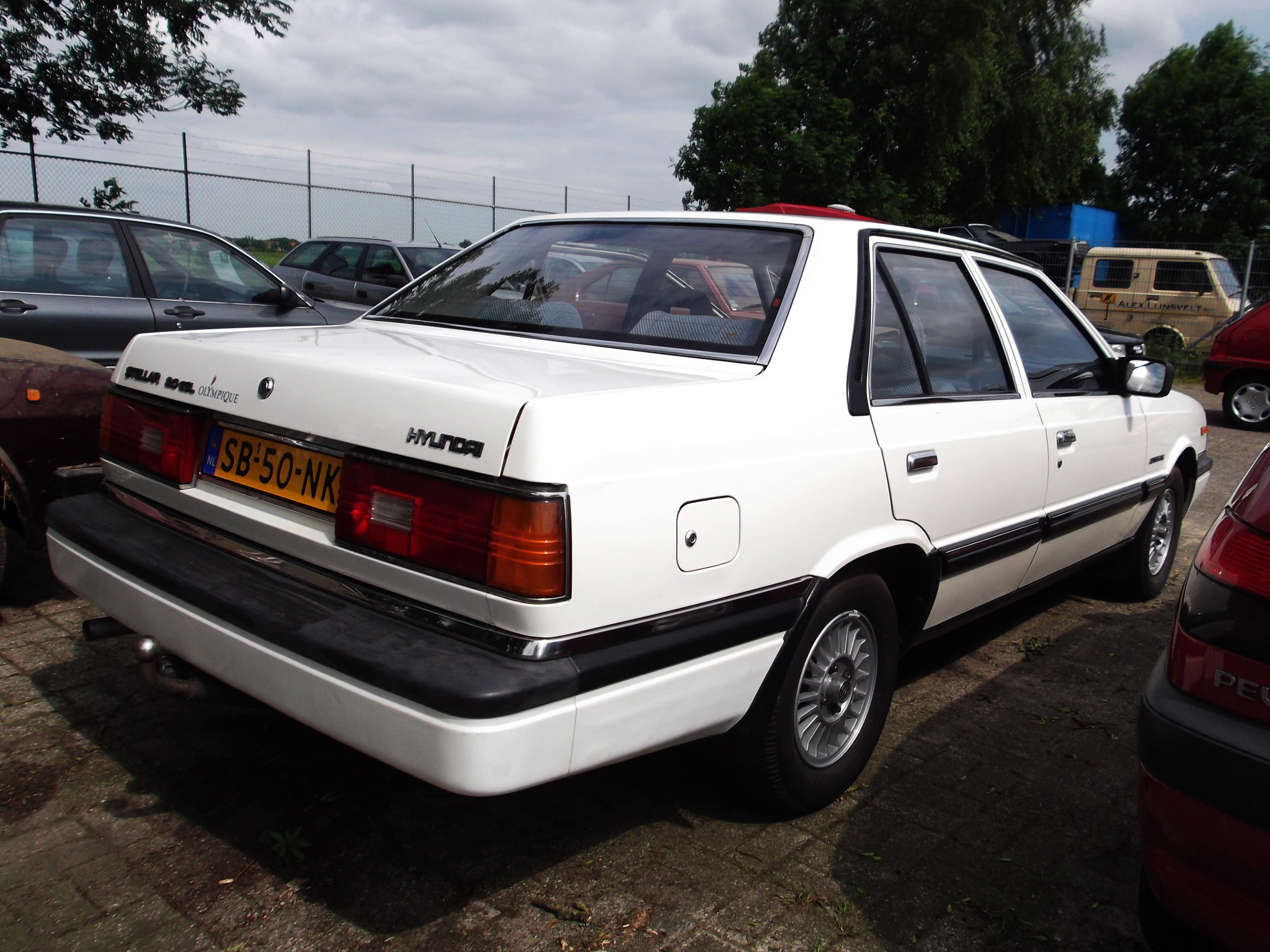
Hyundai Stellar 2.0 GSL 'Olympique' (1987) achteraanzicht

In de herfst van 1987 werd de auto herzien. De Stellar II had een ongeregelde katalysator, een nieuw instrumentarium, de grotere 2,0 liter Mitsubishimotor met uitlaatgasrecirculatie, grotere koplampen en gemodificeerde achterlichten. De 1,4-motor kwam (in Nederland) te vervallen, de 2,0-versies kregen grotere bumpers. Op verzoek werd de auto uitgerust met lichtmetalen velgen en ook op aanvraag was vanaf 1987 een automatische transmissie met overdrive leverbaar. Als actiemodel ter gelegenheid van de Olympische Zomerspelen 1988 in Seoel werd de 'Olympique' uitgebracht.
Ten opzichte van de vorige Stellar werden er belangrijke aanpassingen aan het onderstel gepleegd. De Stellar kreeg daarmee een betere besturing en een steviger weggedrag. Het remsysteem was een ander punt dat aan verbetering toe was, de remcapaciteit werd met de facelift vergroot. In plaats van dubbele draagarmen werden de voorwielen opgehangen aan MacPherson-veerpoten en draagarmen, verder kreeg de auto grotere remmen en een tweedelige cardanas.
De Stellar werd niet in de Verenigde Staten geïmporteerd omdat hij daar niet aan de emissienormen kon voldoen en ook in West-Duitsland werd hij niet verkocht. De Stellar was wel te koop in Nederland en andere landen zoals Canada.
In december 1989 werd de productie stopgezet. De Stellar werd vervangen door de Hyundai Sonata.
Huidige modellen Nederland en België:
Bayon ·
i10 ·
i20 ·
i30 ·
Inster ·
Ioniq ·
Ioniq 5 ·
Ioniq 6 ·
Kona ·
Kona Electric ·
Nexo ·
Santa Fe ·
Tucson
Overige modellen internationaal:
Accent ·
Grandeur ·
Genesis ·
Eon ·
Equus ·
Porter ·
Sonata ·
Veloster
Uit productie:
Atos ·
Coupe ·
Dynasty ·
Elantra ·
Excel ·
Getz ·
Genesis Coupe ·
i40 ·
ix20 ·
ix55 ·
Lantra ·
Matrix ·
Pony ·
Santamo ·
Scoupe ·
Stellar ·
Terracan ·
Trajet ·
Tucson ·
XG